# Висящият замък
The Hovering CASTLE („Висящият замък“) е една от първите български компютърни игри. Играта е представител на жанра приключенска игра, създадена е през 1992 г. и не е комерсиална. Авторите са Христо Божинов, Иван Колев и Станислав Евстатиев. Иван Колев и Станислав Евстатиев по-късно основават Dimension Design и Garga Games. Играта притежава графика от 320х200х256 цвята с нарисувани герои и обстановка, и дори става „култова“ за много играчи. Отчасти играта се управлява с текстови команди на български, от рода на „Вземи чашата“ и непрекъснато текат духовити съобщения на български.
Години по-късно предаването Extra Cheeze TV прави хумористично видео-ревю на играта.